# Dariusz Majchrzak (aktor)
Dariusz Majchrzak (ur. 14 maja 1973 w Częstochowie) – polski aktor teatralny, telewizyjny i filmowy.

## Kariera
W 1999 brał udział w Warsztatach Dramatu Amerykańskiego prowadzonych przez prof. Jarosława Strzemienia Central Connecticut State University (Departament of Theatre). W 2001 ukończył studia w Wydziale Aktorskim PWST w Krakowie – Filii we Wrocławiu.
Występował w teatrach: Polskim we Wrocławiu (1999-01), Miejskim im. Witolda Gombrowicza w Gdyni (2006), łódzkich – Powszechnym (2001-04) i Nowym (2004-06) i im. Heleny Modrzejewskiej w Legnicy (2006-2011). Od sezonu 2011 związany z Teatrem Polskim w Szczecinie. Prowadzi Fundację Teatr Czwarte Miasto.
W 2000 zadebiutował na małym ekranie w roli prezentera w serialu Polsatu Świat według Kiepskich. W 2005 na XII Ogólnopolskim Festiwalu Sztuki Filmowej „Prowincjonalna 2005” we Wrześni otrzymał nagrodę publiczności w kategorii największe odkrycie festiwalu.
Występował także w serialach telewizyjnych m.in. Belle Epoque (2017), Niania w wielkim mieście (2017), Wojenne dziewczyny (2017-2018) czy Komisarz Alex (2019). Grał sutenera Italiana w serialu Polsatu Zawsze warto oraz malarza Adama w serialu Barwy szczęścia.

## Filmografia
- 2000: Świat według Kiepskich jako prezenter
- 2000: Nie ma zmiłuj jako handlowiec
- 2001–2004: Klan jako Adam Lisiecki
- 2004–2006: Fala zbrodni jako Sabaczkin
- 2004–2008: Pierwsza miłość jako Ben
- 2005: Samo życie jako sprzedawca
- 2005: M jak miłość jako pacjent
- 2005: Na dobre i na złe jako Maciek Janiszewski
- 2005: Bulionerzy jako reżyser reklamy
- 2006: Kryminalni jako Karol Lichoń
- 2007: Sex FM jako Adam
- 2009: Operacja Dunaj
- 2010: Ojciec Mateusz jako Jacek Czubik
- 2011: Ki jako Jarek
- 2012: Bez wstydu jako Łatosz
- 2014: Prawo Agaty jako Sobczak
- 2016: Bodo jako pijany
- 2016: Pakt jako Hubert Adamski
- 2017: Komisarz Alex jako dowódca antyterrorystów (odc. 126)
- 2017–2018: Wojenne dziewczyny jako Nawrot
- 2017: Ultraviolet jako Mariusz Rogalski
- 2017: Belle Epoque jako Igor Iwanow
- 2017: Niania w wielkim mieście jako Krzysztof
- 2019: Stulecie Winnych jako Muraszew
- 2019: Komisarz Alex jako gangster Emil Szarzyński „Szary” (odc. 157)
- 2019–2020: Zawsze warto jako Italian, sutener Ady
- 2020: Archiwista jako malarz Artur Sosnowski (odc. 1)
- 2020–2021: Barwy szczęścia jako Adam Chojnacki, partner Izy
- 2021: Hiacynt jako Adam Gregorczyk
- 2023: Radiostory jako Melik